# Puente del Diablo de Saint-Jean-de-Fos
El Puente del Diablo es una construcción de arquitectura románica sito en Francia, en la comuna francesa de Saint-Jean-de-Fos, en el Languedoc-Rosellón. Se encuentra en las gargantas del río Hérault, a unos cuatro km al noroeste de Aniane. Su construcción se materializó gracias a un acuerdo entre la abadía de Aniane y la abadía de Saint-Guilhem-le-Désert, en el siglo XI, tal y como se desprende del cartulario de Gellone (o Saint-Guilhem-le-Désert). 
Alrededor del año 1770 se modificó, aumentando en anchura y altitud. El Ministerio de Cultura de Francia lo clasificó como Monumento histórico de Francia el 5 de abril de 1935. También figura como Patrimonio de la Humanidad de los Caminos de Santiago en Francia desde 1998 con el código 868-033.